# 虛除權渠
虛除權渠（？—？），五胡十六國時前趙的叛亂政權領袖之一，曾自號秦王，後投降前趙，被封征西將軍、西戎公。

## 叛亂事件
游子遠擊敗句渠知後，引兵巡視隴右，氐、羌族有十餘萬聚落不服，其酋長虛除權渠自號秦王，後被遊子遠打敗。虛除權渠想要投降，其子虛除伊餘說：「上次劉曜親自來都無法擊敗我們，今天來犯的只是偏師，何須畏懼？」便率領士兵五萬，攻擊游子遠營寨。諸將想要迎戰，但遊子遠說：「虛除伊餘的部眾現在群情激動，而且他們的兵比我們堅強，何況為父親復仇的鬥志壯盛，不如先緩，使其士氣減弱時再打」。虛除伊餘面有驕色，遊子遠晚上備戰，早上偷襲，生擒了虛除伊餘，俘虜全部部眾，虛除權渠畏懼，便披頭散髮，劃破面皮投降。遊子遠請劉曜任命他為征西將軍、西戎公，把虛除伊餘等的部眾遷徙到首都長安，劉曜任命遊子遠為大司徒，錄尚書事。

## 子女
史料記載的子女只有一個。
- 虛除伊餘